# Dené-jenisejské jazyky
Dené-jenisejská jazyková rodina je předpokládaná jazyková rodina, která spojuje severoamerické indiánské jazyky z rodiny na-dené a sibiřskou ketštinu (jenisejské jazyky). Indiánský jazyk haida, tradičně řazený mezi jazyky na-dené, stojí v tomto pojetí obvykle stranou a jeho další klasifikace zůstává nejasná. Předpokládá se, že indiánské kmeny mluvící jazyky na-dené dorazily do Ameriky zhruba před 8-9 tisíci let, což by tím pádem mohlo zhruba odpovídat době, kdy se oddělily dvě základní větve dené-jenisejských jazyků.
Ačkoliv o spojení dené-jenisejských jazyků se uvažovalo již dříve, přesvědčivé důkazy předložil až lingvista Edward Vajda na dené-jenisejském symposiu konaném v roce 2008. Příbuznost jazyků na-dené a ketštiny tak byla obecně přijata jako první prokázaná vazba mezi indiánskými jazyky a jazyky Starého světa.
Zatímco toto spojení již začíná být šířeji přijímáno, spekuluje se i o vztazích s jazykem burušaskí a s rodinou sinotibetskou a severokavkazskou, s níž by mohly tvořit širší rodinu dené-kavkazskou, tato hypotéza však zatím není věrohodně doložena.

## Dělení
- Jenisejské jazyky
  - Ketština (asi 550 mluvčích, severovýchodní Rusko (Krasnojarský kraj))
- Jazyky na-dené
  - Tlingit (přibližně 140 mluvčích, jihozápadní Aljaška a západní Kanada)
  - Athabasko-eyacké jazyky
    - Eyak († 20. ledna 2008 (poslední mluvčí), jižní pobřeží Aljašky)
    - Athabaské jazyky (přibližně 30 jazyků, na Aljašce, v západní Kanadě, na severozápadním pobřeží USA a v jižním vnitrozemí USA; ze zhruba 200 000 mluvčích připadá 175 000 na navažštinu).